# Magnetic Field Satellite
Il Magnetic Field Satellite, comunemente noto come MagSat e a volte citato anche come Explorer 61, è stato un satellite NASA lanciato il 30 ottobre 1979 dalla base aerea Vandenberg e rientrato in atmosfera l'11 giugno 1980. Il MagSat, il cui scopo principale era quello di mappare il campo magnetico terrestre, faceva parte del Programma Explorer e fu il terzo satellite di una serie di missioni chiamate "Applications Explorer Mission", per questo talvolta è indicato anche come Applications Explorer Mission 3 (AEM-3 o AEM-C).
Il MagSat è considerato come uno tra i più importanti satelliti scientifici mai lanciati, i dati raccolti da esso sono infatti tuttora utilizzati, in particolar modo per correlare i dati raccolti da nuovi satelliti alle precedenti osservazioni.

## Obbiettivi
A parte la sopraccitata misurazione del campo geomagnetico, in modo da ottenere una descrizione più accurata di quest'ultimo, il MagSat aveva anche lo scopo di compilare una mappa delle anomalie magnetiche terrestri che sarebbe stata poi utilizzata per verificare diverse teorie geofisiche sui movimenti e l'evoluzione della crosta terrestre.

## Strumentazione
Per raggiungere gli obbiettivi prefissati, il satellite era stato equipaggiato con due magnetometri, uno scalare ed uno vettoriale. In particolare, quello vettoriale era un magnetometro fluxgate triassiale avente un range compreso tra più e meno 6,4×104 nT e una definizione di un 1 nT, mentre quello scalare era un magnetometro a vapori di cesio avente un'accuratezza compresa tra 0,5 e 1 nT in un intervallo compreso tra 1,5×104 e 6,4×104 nT.

## Struttura

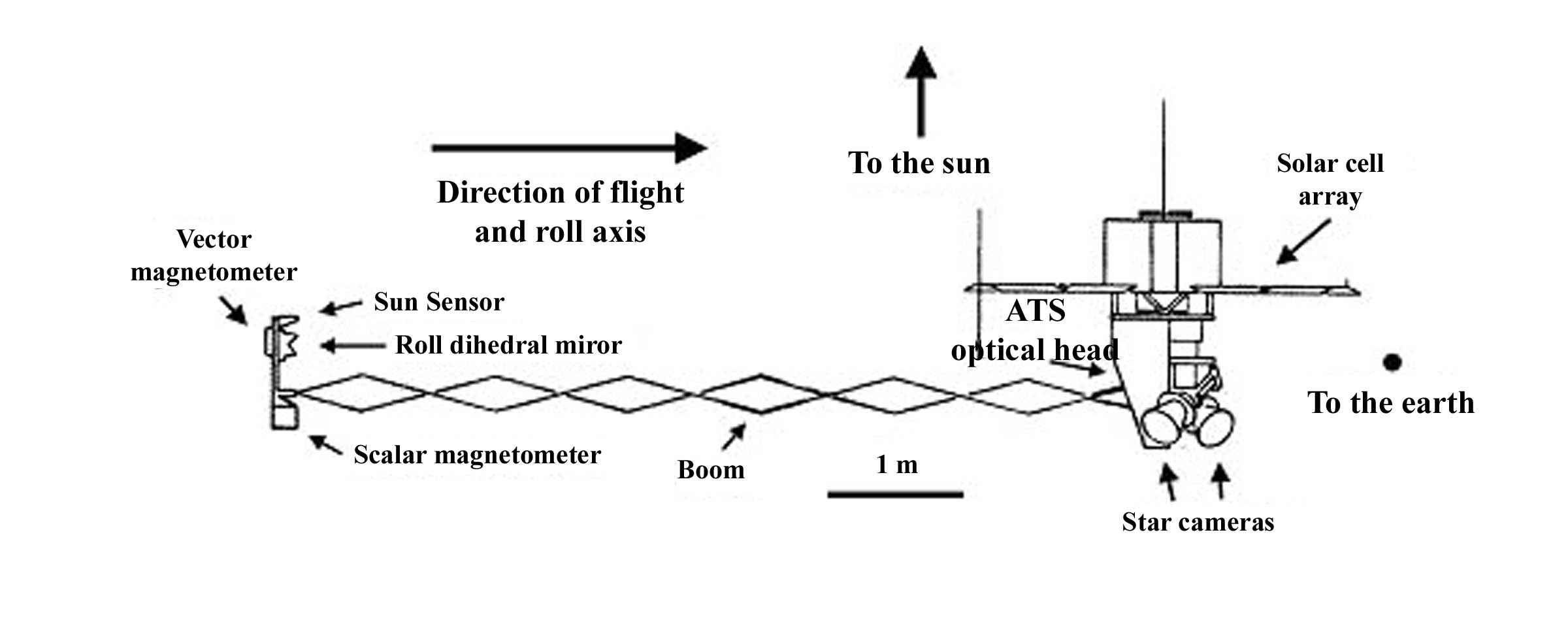
Uno schema della struttura del MagSat.

Il satellite era fondamentalmente composto da due parti. La parte principale era il corpo vero e proprio del satellite e conteneva gli strumenti di comunicazione, di controllo di assetto e di gestione dei dati; da qui si estendevano quattro pannelli solari, utili a fornire una potenza compresa tra 120 e 163 W all'accumulatore nichel-cadmio del satellite, ed una prolunga telescopica lunga 6 m all'estremità della quale erano alloggiati i due sopraccitati magnetometri costituenti la seconda parte del satellite. Posti alla fine della prolunga, i magnetometri erano così tenuti lontano dal campo magnetico creato dal corpo del MagSat e dai suoi componenti elettronici, avente un'intensità inferiore a 1 nT.
Nel corpo erano contenute anche due fotocamere che il satellite utilizzava per osservare determinate stelle, riuscendo così determinare la propria posizione rispetto alla Terra.
Stando ai verbali dell'Applied Physics Laboratory (APL) dell'università Johns Hopkins e agli archivi NASA, il MagSat utilizzava poi due microprocessori RCA 1802 ridondanti da 2 MHz, una memoria fissa da 2,8 kb e una RAM da 1 kb.
In fase di progettazione furono presi in considerazione tre tipi di microprocessori per il progetto del calcolatore di bordo: il Motorola 6800 e l'Intel 8080, entrambi basati sulla tecnologia NMOS, e l'RCA CDP1802, basato sulla tecnologia CMOS. Quest'ultimo fu infine scelto sulla base di diversi criteri, inclusi il fatto che la tecnologia CMOS risultasse più energeticamente efficiente rispetto alla NMOS, il minor consumo di energia di un microprocessore CMOS e la maggior resistenza alle radiazioni ionizzanti dell'RCA 1802 rispetto agli altri due.

## Lancio e operatività
Come detto, il MagSat è stato lanciato dal Complesso di lancio 5 della base aerea Vanderberg il 30 ottobre 1979, grazie ad un razzo Scout-G1 S203C, ed è stato posto su un'orbita quasi polare avente un perigeo di circa 350 km e un apogeo di circa 578 km. Dopo essere stato posto su quest'orbita il satellite ha ricevuto ordine di estendere la prolunga con i magnetometri all'estremità. Dopo aver mappato la maggior parte della superficie terrestre, esclusi i poli, sorvolandola per otto mesi, l'11 giugno 1980 il MagSat si è disintegrato effettuando il suo rientro atmosferico.

## Risultati scientifici

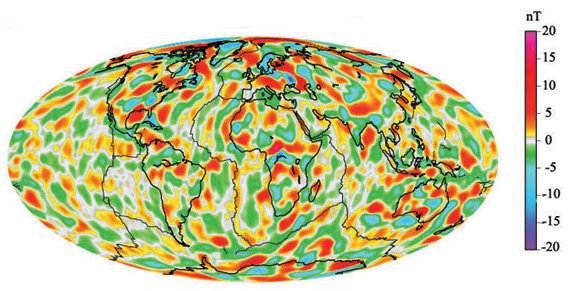
Mappa del campo magnetico terrestre realizzata in gran parte a partire dai dati raccolti dal MagSat.

I dati raccolti dal MagSat, il primo satellite posto in orbita terrestre bassa recante un magnetometro vettoriale, hanno permesso di ottenere una ricostruzione tridimensionale del campo magnetico terrestre con una precisione mai raggiunta prima. Tali dati, messi assieme a quelli raccolti dal satellite danese Ørsted, lanciato nel 1999, hanno permesso anche di spiegare l'attuale fase di diminuzione dell'intensità del campo magnetico terrestre. Grazie alla mappatura delle anomalie magnetiche originata dai dati raccolti dal MagSat è stato inoltre possibile determinare la composizione e la temperatura di formazione delle rocce di molte regioni della crosta terrestre nonché il loro magnetismo residuo e la loro struttura geologica.